# Colobeutrypanus
Colobeutrypanus is een kevergeslacht uit de familie van de boktorren (Cerambycidae). De wetenschappelijke naam van het geslacht werd voor het eerst geldig gepubliceerd in 1953 door Tippmann.

## Soorten
Colobeutrypanus omvat de volgende soorten:
- Colobeutrypanus barclayi Monné M. A. & Monné M. L., 2012
- Colobeutrypanus ornatus Tippmann, 1953